# Robert the Bruce – König von Schottland
Robert the Bruce – König von Schottland (Originaltitel: Robert the Bruce) ist ein US-amerikanischer Historienfilm von Richard Gray mit Angus Macfadyen in der Titelrolle des schottischen Unabhängigkeitskämpfers und späteren Königs Robert I. Der Film konzentriert sich auf einen Winter, in dem der Verbleib von Robert the Bruce nicht zweifelsfrei geklärt ist und erzählt eine von mehreren überlieferten Geschichten. Im Mittelpunkt steht die aufrüttelnde und ihn prägende Begegnung mit einer armen Bauernfamilie. Der Film wurde am 23. Juni 2019 beim Edinburgh International Film Festival erstmals gezeigt. Der Kinostart im Vereinigten Königreich war am 28. Juni 2019.

## Handlung
Nach einer Reihe von militärischen Verlusten und im Zweifel über den Erfolg seiner Rebellion ist Robert the Bruce nach seiner letzten Schlacht allein und verletzt und wird zudem von Kopfgeldjägern verfolgt. Zuflucht findet er bei einer armen Bäuerin in den verschneiten Highlands. Morag und ihre drei Kinder helfen ihm, wieder gesund zu werden, und lassen in ihm den Entschluss reifen, die Schotten zu versammeln und sie in die Unabhängigkeit zu führen.

## Produktion
Regie führte Richard Gray. Das Drehbuch stammt von Eric Belgau und Angus Macfadyen. Der Schauspieler ist zudem wie bereits im Film Braveheart aus dem Jahr 1995 in der Rolle des schottischen Anführers Robert the Bruce zu sehen, in weiteren Hauptrollen Jared Harris als John Comyn und Zach McGowan als Brandubh. Anna Hutchison spielt Morag.
Der Film wurde am 23. Juni 2019 beim Edinburgh International Film Festival erstmals gezeigt. Kurz zuvor wurde ein erster Trailer vorgestellt. Am 24. April 2020 kam der Film in ausgewählte US-Kinos und wurde am 2. Juni 2020 als DVD und Blu-ray veröffentlicht. Der Kinostart im Vereinigten Königreich war am 28. Juni 2019. In Deutschland ist der Film erst im März 2021 gestartet.

## Synchronisation
| Schauspieler    | Rolle            | Deutsche Stimme |
| --------------- | ---------------- | --------------- |
| Angus Macfadyen | Robert the Bruce | Tobias Kluckert |
| Zach McGowan    | Brandubh         | Martin Kautz    |
| Jared Harris    | John Comyn       | Ronald Nitschke |
| Gabriel Bateman | Scott            | Jaron Müller    |
| Patrick Fugit   | Will             | Niklas Kohrt    |

## Rezeption

### Kritiken
Leslie Felperin schreibt in The Guardian, obwohl Robert the Bruce mit Richard Gray von einem Australier inszeniert wurde, zahlreiche amerikanische Schauspieler sich mit unterschiedlichem Erfolg an schottischen Akzenten versuchten und der Film in Montana gedreht wurde, was sie am skandalösesten finde, sei er ein zum Nachdenken anregendes Historiendrama geworden. Es dauere ungefähr eine gute Stunde, bis der Film wirklich losgehe, doch dann entwickele er sich zu einem echten Schauspiel mit einer mitreißenden Orchestermusik. Hierdurch sollte der Film beim schottischen Publikum ankommen, eine Wiederholung des internationalen Erfolgs von Braveheart hält Felperin jedoch für unwahrscheinlich.

### Auszeichnungen
Edinburgh International Film Festival 2019
- Nominierung für den Publikumspreis (Richard Gray)